# 九四式輕型迫擊砲
 九四式轻型迫击炮 90 毫米迫击炮是滑膛步兵用迫击炮，1935年推出，日本人在第二次世界大战中使用。该枪于天皇纪年 2594 年（1934 年）被接受，因此被命名为九四式。该型迫击炮不是用于传统迫击炮打击而研制的，而是作为毒气战发射炮而研制的。 

## 设计

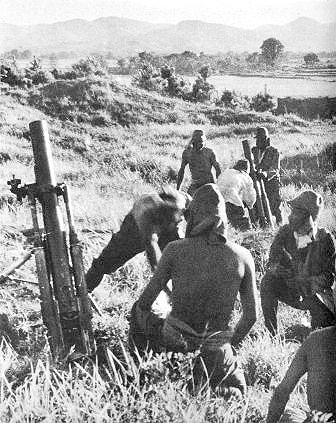
两门94式步兵迫击炮正在作战。

通过为九四式提供特别重且稳定的支架和两脚架、巨大的减震器组、强大的射弹、长管和远距离的重型火药装药能力，日本设计师希望这款武器能够作为野战或火炮的替代品可以将其分段拖运到偏远地区，这对于缺乏运输以及现代牵引式大口径野战榴弹炮和火炮的军队来说是一个有用的属性。 94式的射程约为4000码。 

## 战斗记录
九四式在中国的整个战争中都使用过。在太平洋战役中，它首先被用来对付驻扎在菲律宾的美军，后来又在瓜岛战役中使用。由于其重量，它通常用于静态围攻或防御情况。日军在准备防御工事时有时会不遗余力地将这些重型迫击炮运送到偏远的丛林地点。

### 笔记
1. ↑  War Department Special Series No 25 Japanese Field Artillery October 1944
2. ↑  George, John B. (Lt. Col), Shots Fired In Anger, NRA Press (1981), pp. 368-371